# والتر ر. مانسفيلد
والتر ر. مانسفيلد (بالإنجليزية: Walter R. Mansfield)‏ هو محامي وقاضي أمريكي، ولد في 1 يوليو 1911 في بوسطن في الولايات المتحدة، وتوفي في 8 يناير 1987 في كرايستشرش في نيوزيلندا.